# Renata Pires Calheiros
Renata Pires Calheiros (Brasília, 13 de setembro de 1980) é administradora, gestora pública e conselheira do Tribunal de Contas do Estado de Alagoas (TCE-AL). Possui atuação nas áreas de políticas públicas voltadas à primeira infância e economia criativa. Foi primeira-dama do Estado de Alagoas entre 2015 e 2022, idealizando e coordenando os programas Criança Alagoana (CRIA) e Alagoas Feita à Mão. Ao longo de sua carreira, trabalhou também na Caixa Econômica Federal, em Brasília, e em frentes de valorização da cultura, educação e direitos das crianças.

## Formação
É graduada em Administração pela Universidade de Brasília (UnB), com conclusão em 2003. Em 2016, concluiu a formação em Liderança Executiva em Desenvolvimento da Primeira Infância pela Universidade de Harvard (EUA), por meio do programa oferecido em parceria com o Insper e o Núcleo Ciência pela Infância (NCPI).

## Carreira

#### Tribunal de Contas do Estado de Alagoas (TCE-AL)
Em dezembro de 2022, foi eleita conselheira do Tribunal de Contas do Estado de Alagoas (TCE-AL). No âmbito da Corte de Contas, sob sua coordenação, foi instituído em outubro de 2023 o Núcleo Integrado de Trabalho pela Primeira Infância (NIT-TCE/AL), que articula ações interinstitucionais voltadas à garantia e à efetivação dos direitos das crianças de 0 a 6 anos. 
Também no TCE-AL, idealizou o ESPIA – Observatório da Primeira Infância de Alagoas, uma plataforma dedicada ao monitoramento de indicadores sociais e a produção de estudos técnicos relacionados à infância no estado.

#### Programa Criança Alagoana (CRIA)
Entre 2015 e 2022, idealizou e coordenou o Programa Criança Alagoana (CRIA), a primeira política pública estadual de Alagoas e uma das primeiras do Brasil com foco específico na primeira infância. O programa tornou-se referência nacional e foi agraciado com o Prêmio de Excelência em Gestão Pública – Categoria Boas Práticas, concedido em 2019 pelo Centro de Liderança Pública (CLP).
Foi responsável pela criação do Cartão Cria, considerado o maior programa estadual de transferência de renda voltado à primeira infância no país, beneficiando mais de 150 mil gestantes e crianças de até seis anos em situação de vulnerabilidade. Também coordenou o projeto para a construção de 200 creches em todos os municípios alagoanos, com a meta de criar mais de 40 mil vagas na educação infantil.
Durante sua atuação como coordenadora, Alagoas registrou avanços nos indicadores de saúde materno-infantil. Em 2017, segundo dados do Ministério da Saúde, o estado obteve a segunda menor razão de mortalidade materna do país. Entre 2014 e 2020, apresentou a maior redução na taxa de mortalidade infantil do Brasil, alcançando, em 2020, a 14ª posição no ranking nacional, a melhor colocação já registrada por Alagoas.
Esses resultados foram impulsionados por uma ampliação da rede de atendimento às gestantes e crianças na primeira infância, com foco na criação de equipamentos de saúde como a Casa do Coraçãozinho, o Hospital da Mulher e o Hospital da Criança, além da humanização das casas de parto e a construção de hospitais regionais e Unidades de Pronto Atendimento (UPAs) com ambientes lúdicos e adaptados ao público infantil.

#### Programa Alagoas Feita à Mão
Liderou a criação do Programa Alagoas Feita à Mão, política pública voltada à valorização do artesanato, da arte e da cultura popular alagoana. A iniciativa mapeou mais de 120 polos de produção artesanal em todas as regiões do estado, promovendo o fortalecimento da economia criativa e o reconhecimento do artesanato como patrimônio cultural e fonte de renda sustentável. 
O programa promoveu a qualificação de artesãos, a reestruturação física de ateliês e centros de produção, além do estímulo à criação de museus e centros de referência da cultura popular. Também teve papel decisivo na titulação de Mestres e Mestras do saber tradicional, garantindo o reconhecimento oficial dos guardiões e saberes da cultura alagoana, em municípios como União dos Palmares, Capela, Batalha, Belo Monte, Penedo e Maceió. 
Com ações voltadas à comercialização e à difusão cultural, o programa quadruplicou o volume de vendas anuais dos artesãos alagoanos e levou a produção local a feiras e eventos nacionais e internacionais, como a Semana de Design de São Paulo, Semana Criativa de Tiradentes, Miami Design Week e exposições em Nova York e Milão. 
A iniciativa contribuiu para o fortalecimento da identidade local e o desenvolvimento territorial, promovendo inclusão produtiva e novas perspectivas de sustentabilidade para comunidades tradicionais. 

#### Experiências anteriores
Foi servidora concursada da Caixa Econômica Federal, onde atuou de 2001 a 2020. Na instituição, exerceu funções como analista na Superintendência Nacional de Informações e Pesquisa, e nos setores de Marketing e Relações Institucionais. Entre 2005 e 2010, trabalhou na Prefeitura de Murici (AL), coordenando projetos educacionais e culturais em parceria com o Instituto Ayrton Senna e a Universidade Federal de Alagoas.

## Prêmios e Reconhecimentos
- Prêmio de Excelência em Gestão Pública – Categoria Boas Práticas – CLP pelo Programa CRIA.
- Ordem do Mérito Ministro Silvério Fernandes de Araújo Jorge – Grau Grã-Cruz – Tribunal Regional do Trabalho da 19ª Região.
- Prêmio Selma Brito – Cultura como Instrumento de Desenvolvimento.
- Comenda Municipal Dona Rosa da Fonseca.
- Condecoração Viventes das Alagoas.
- Medalha de Honra ao Mérito Institucional da Polícia Militar de Alagoas – Zumbi dos Palmares.
- Título de Cidadã Honorária de Maceió.
- Troféu Gogó da Ema – Destaque em Políticas Públicas.

## Publicações
- Coleção Alagoas Feita à Mão (2017) - [Coordenação Editorial]

- Coleção Primeira Infância – Guia de Implementação do Programa CRIA (2020) - [Coordenação Editorial]

- Coleção Primeira Infância – Cartão Cria (2021) - [Coordenação Editorial]

- Coleção Primeira Infância – Boas Práticas Obstétricas e Neonatais (2021) - [Coordenação Editorial]

- Alagoas – Memória das Mãos (2022) - [Coordenação Editorial]

- Livro do CRIA – Relatório de Gestão 2015 – 2022 (2022) - [Coordenação Editorial]